# Кер-Нюра
Кер-Нюра́ (рос. Кер-Нюра) — присілок в Балезінському районі Удмуртії, Росія.

## Населення
Населення — 41 особа(2010; 51 в 2002).
Національний склад станом на 2002 рік:
- удмурти — 86 %